# Perdita mandibularis
Perdita mandibularis är en biart som beskrevs av Timberlake 1954. Perdita mandibularis ingår i släktet Perdita och familjen grävbin. Inga underarter finns listade i Catalogue of Life.